# Вільям Вістон
Вільям Вістон (англ. William Whiston; 9 грудня 1667 р — 22 серпня 1752) — англійський теолог, історик, натурфілософ та математик, провідний діяч у популяризації ідей Ісаака Ньютона. Найбільш відомий тим, що допоміг ініціювати Закон про довготу 1714 року здійснив важливі переклади «Єврейських старожитностей» та інших праць Йосипа Флавія. Він також був помітним прихильником аріанства й автором праці «Нова теорія Землі».
Вістон змінив свого наставника Ньютона на посаді Лукасівського професора математики в Кембриджському університеті. У 1710 році втратив посаду професора й був виключений з університету за неортодоксальні релігійні погляди. Вістон відкидав ідею вічних мук у пекельному вогні, яку він вважав абсурдною, жорстокою та образою для Бога. Особливо протиставяло його церковній владі заперечення доктрини Трійці, яка, на його думку, мала язичницьке походження.

## Наукова діяльність

### Більш широка натурфілософія

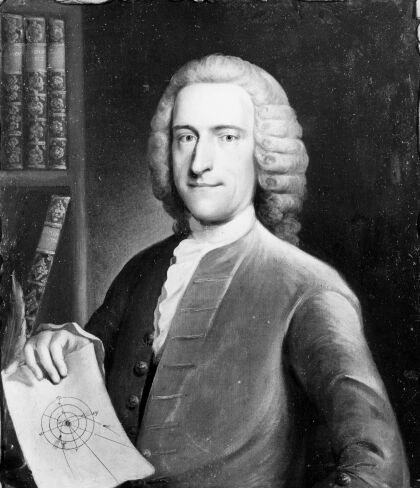
Портрет Вільяма Вістона з діаграмою, що демонструє його теорію кометного катастрофізму, описану в «Новій теорії Землі»

Вістонівська «Нова теорія Землі від її початку й до завершення всього сущого» (1696) була артикуляцією креаціонізму та геології потопу. Він стверджував, що всесвітній потоп Ноя був спричинений кометою. Твір отримав похвалу Джона Локка, який зарахував автора до тих, хто якщо не додав багато до наших знань, то «принаймні привніс деякі нові речі в наші думки». Разом з Едмондом Галлеєм він був першим прихильником періодичності комет; він також вважав, що комети відповідальні за минулі катастрофи в історії Землі. У 1736 році він викликав широке занепокоєння серед громадян Лондона, коли передбачив кінець світу 16 жовтня того ж року, оскільки комета вдарить землю. Вільям Вейк, архієпископ Кентерберійський, офіційно спростував це передбачення, аби заспокоїти громадськість.
Серед ньютонівців не було консенсусу щодо того, наскільки механічні причини можуть бути відповідальними за ключові події священної історії: Джон Кейлл був протилежною крайності Вістону в мінімізації таких причин. Будучи натурфілософом, спекуляції Вістона не поважали меж з його теологічними поглядами. Він розглядав створення людини як втручання в природний порядок . Він підхопив пораду Артура Ешлі Сайкса Семюелю Кларку пропустити затемнення та землетрус, згадані Флегоном Тральським, у майбутніх виданнях лекцій Кларка про Бойла, оскільки ці події, можливо, були синхронні з розп'яттям Христа. Вістон опублікував «Виправдання свідчення Флегона» у 1732 році.

### Видання
- New theory of the Earth (англ.). London: Robert Roberts. 1696.
- New theory of the Earth (нім.). Frankfurt am Main: Christian Gottlieb Ludwig. 1713.